# Fischparasit

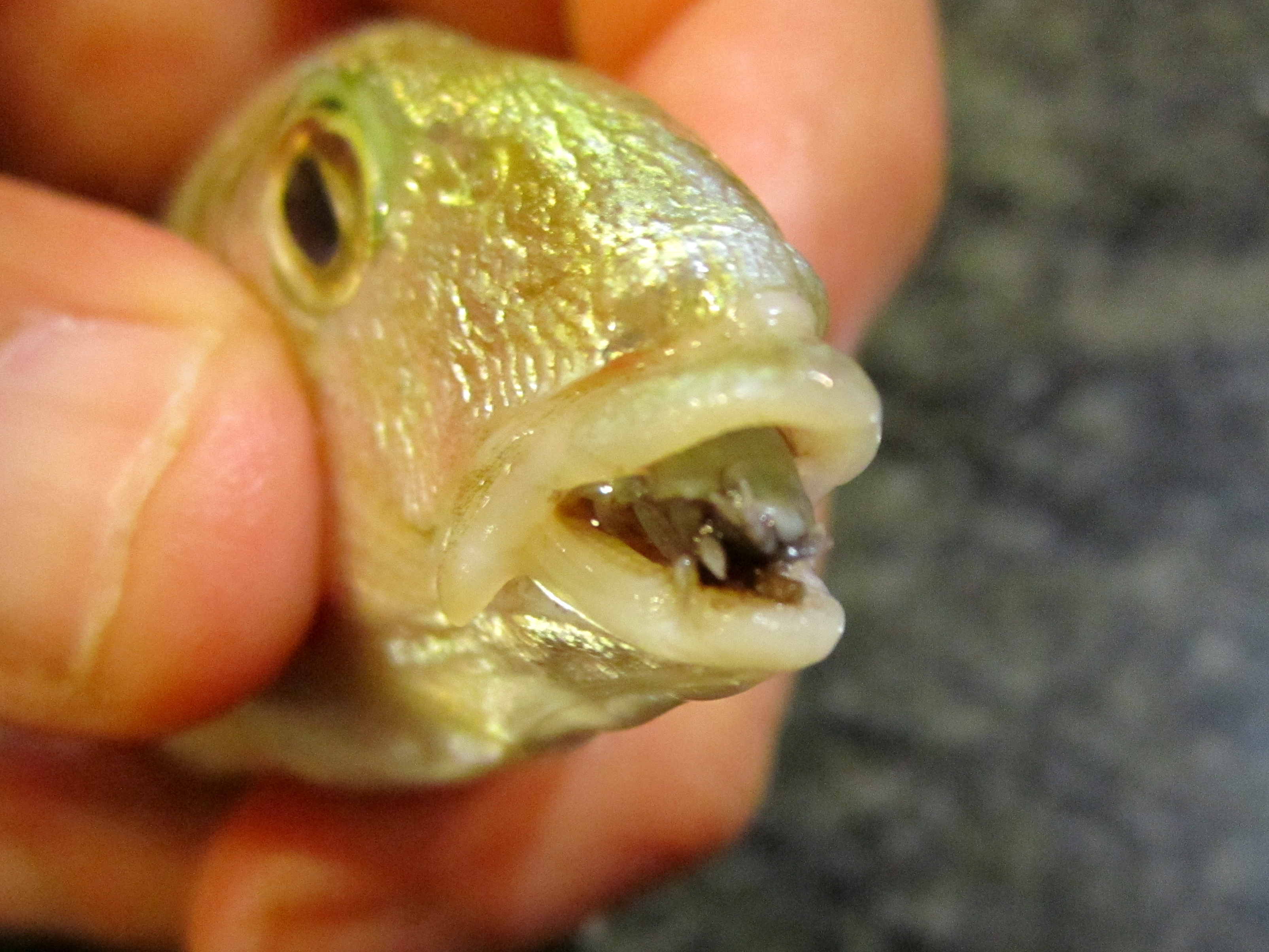
Ein Fischparasit, der Asseln Cymothoa exigua, ersetzt die Zunge eines Marmorbrasse.

Fischparasiten sind ein- oder mehrzellige Organismen, deren Wirt Fische sind. Dabei kommen sowohl Ektoparasiten auf Flossen, Haut oder Kiemen vor, als auch Endoparasiten in den inneren Organen.

## Bedeutung
Das verstärkte Auftreten von und der Umgang mit Fischparasiten ist von besonderer Bedeutung
- in der gewerblichen Fischerei bzw. Fischzucht,
- bei befallenen Speisefischen als Krankheitserreger für den Menschen,[1]
- bei der Haltung von Aquarienfischen und
- als Bioindikator für die Qualität von Ökosystemen.[2]

Fischparasiten sind Bestandteile eines gesunden, unbelasteten Ökosystems und lassen sich gut als Bioindikatoren nutzen. Die Parasitenfauna eines Gewässers gibt nicht nur dessen momentanen Zustand wieder, sondern stellt einen Zusammenhang zwischen dem Verhalten der Fische und den umgebenden, natürlichen oder anthropogenen Faktoren des Gewässers her. Da viele Parasiten einen sehr komplexen Lebenszyklus haben, der auch außerhalb des Fisches, in unterschiedlichen Zwischenwirten oder im freien Wasser stattfindet, beeinflussen Veränderungen im Ökosystem auch direkt das Vorkommen und die Verbreitung der Parasiten.
In Nordrhein-Westfalen sind rund 100 Arten von Fischparasiten nachgewiesen.

## Häufigere Fischparasiten
Auslöser für parasitisch bedingte Krankheiten sind:
- Geißeltierchen (Hauttrüber)
  - Ichthyobodo necator
  - Piscinoodinium pillulare (Syn.: Oodinium pillularis), Erreger der Samtkrankheit
  - Cryptobia
  - Trypanosoma
- Apicomplexa
- Nesseltiere
  - Myxobolus cerebralis, Erreger der Drehkrankheit der Fische
  - Myxobolus pfeifferi, Erreger der Beulen- oder Knotenkrankheit
- Wimpertierchen (Ciliophora)
  - Chilodonella
  - Tetrahymena (Tetrahymena pyriformis)
  - Trichodina
  - Ichthyophthirius multifiliis, Erreger der Ichthyophthiriose
  - Heteropolaria colisarum, befällt nur Fadenfische
- Fadenwürmer
  - Fräskopfwürmer wie Camallanus cotti
- Hakensaugwürmer
  - Hautwurm Gyrodactylus
  - Kiemenwurm Dactylogyrus
- Kratzwürmer, Acanthocephalose der Fische
- Bandwürmer
  - Fischbandwurm (Fische sind Zwischenwirt)
  - Riemenwurm
  - Karpfenbandwürmer, wie Bothriocephalus ssp.
  - Nelkenkopfbandwürmer wie Khawia sinensis und Atractolytocestus huronensis
- Egel, z. B. der Fischegel Piscicola geometra
- Kleinkrebse (Copepoda)
  - Fischläuse z. B. die Karpfenlaus (Argulus foliaceus) Verursacher der Argulose
  - Kiemenkrebse z. B. Ergasilus sieboldi